# Most pri Bratislave
Most pri Bratislave (bis 1974 slowakisch „Most na Ostrove“, historisch „Pruk“; deutsch Bruck oder Bruck an der Donau, ungarisch Dunahidas – bis 1907 Hidas, älter Pruk) ist eine Gemeinde in der Westslowakei mit 4533 Einwohnern (Stand 31. Dezember 2024). Sie ist Teil des Okres Senec, einem Teil des Bratislavský kraj.

## Geographie
Die Gemeinde befindet sich im nordwestlichen Teil der Großen Schüttinsel am rechten Ufer der Kleinen Donau, die hier in einer Schleife am Ort vorbeifließt. Nach der Regulierung der Kleinen Donau im Jahr 1961 entstanden drei kleine Seen, die als Zelená voda bekannt sind und der Fischerei, aber auch Erholung dienen. Das Gemeindegebiet ist fast völlig entwaldet und landwirtschaftlich genutzt, mit Überresten des Auwalds entlang des Flusses. Das Ortszentrum liegt auf einer Höhe von 130 m n.m. und ist 14 Kilometer vom Stadtzentrum Bratislavas sowie 19 Kilometer von Senec entfernt.
Zur Gemeinde gehört seit 1938 der Ort Studené (deutsch Ga[a]dendorf, ungarisch Hideghét).
Nachbargemeinden sind Ivanka pri Dunaji und Zálesie im Norden, Malinovo im Nordosten, Tomášov im Osten, Štvrtok na Ostrove und Miloslavov im Südosten, Dunajská Lužná im Süden und Bratislava (Stadtteile Podunajské Biskupice, Vrakuňa und Ružinov) im Südwesten, Westen und Nordwesten.

## Geschichte

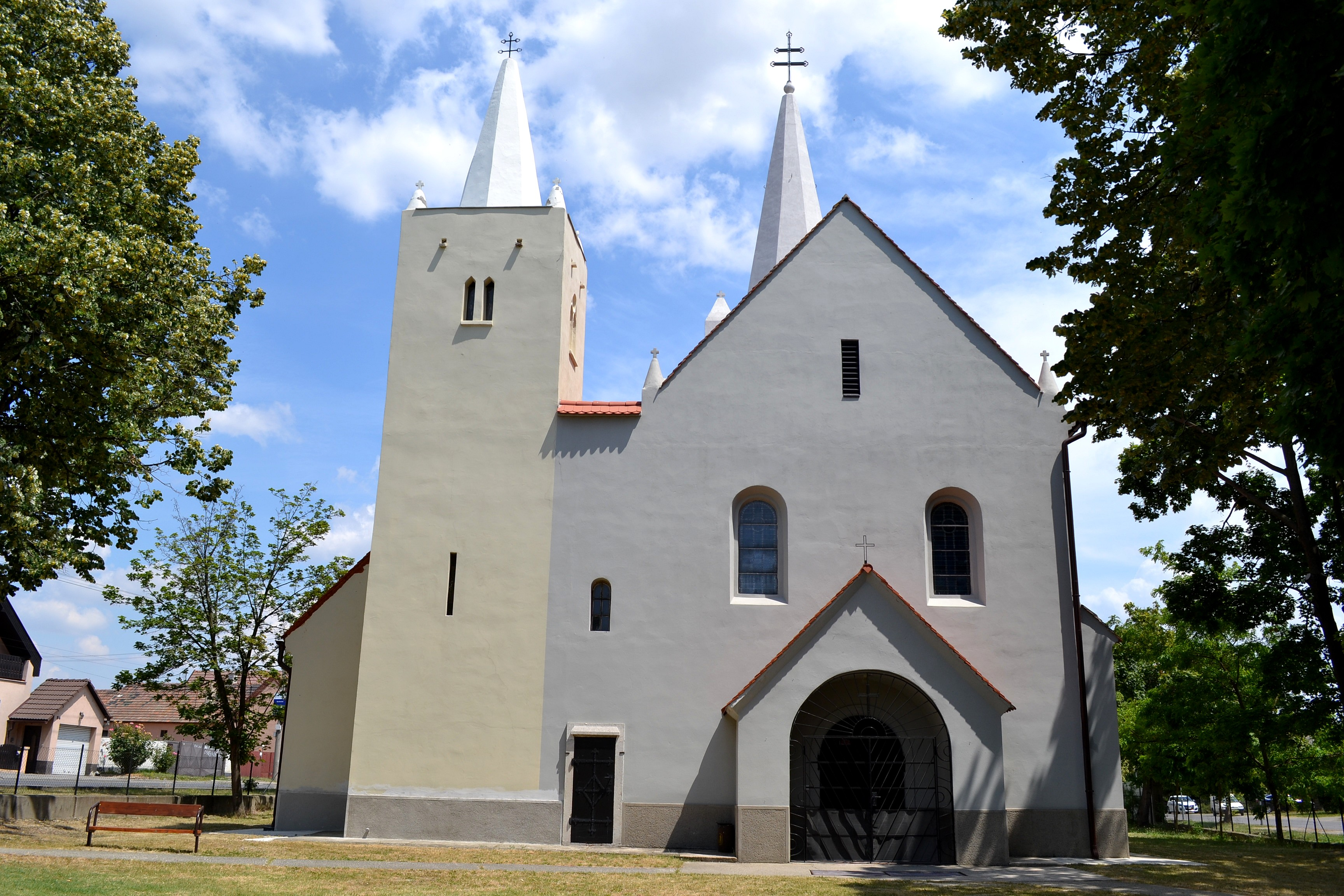
Die Herz-Jesu-Kirche

Auf dem heutigen Gemeindegebiet gab es in den 8. und 9. Jahrhundert eine slawische Siedlung.
Der Ort wurde 1283 zum ersten Mal als Pruk schriftlich erwähnt. Nach dem Mongoleneinfall 1241/1242 ließen sich hier deutsche Einwohner aus Württemberg nieder. Zwischen 1335 und 1373/1374 war das Dorf Besitz des Pressburger Richters Jakob, danach waren die Grafen aus St. Georgen und Bösing Gutsherren bis 1543. In einem Steuerverzeichnis aus dem Jahr 1557 besaßen die Familien Serédy, Meréy und Farkas insgesamt 10 Porta. Später war Bruck zwischen den Herrschaftsgütern von Eberhardt (drei Viertel) und St. Georgen (ein Viertel) geteilt. Zwischen 1683 und 1720 wurde die Ortschaft durch türkische Einfälle und Standesaufstände in Mitleidenschaft gezogen. In der ersten Hälfte des 18. Jahrhunderts kamen Siedler aus Kärnten nach Bruck. 1828 zählte man 110 Häuser und 790 Einwohner, die als Landwirte beschäftigt waren.
Bis 1918 gehörte der im Stuhlbezirk Somorja innerhalb des Komitats Pressburg liegende Ort zum Königreich Ungarn und kam danach zur Tschechoslowakei beziehungsweise heute Slowakei. Zwischen 1938 und 1945 war Bruck Grenzort, da der Nachbarort Eberhardt (heute Malinovo) schon zum durch den Ersten Wiener Schiedsspruch vergrößerten Horthy-Ungarn gehörte. 1941 wurde in Most na Ostrove ein Zwangsarbeitslager für circa 40 sogenannte Asoziale und Cigani eingerichtet, die im Straßenbau eingesetzt wurde.
Bis 1945 war Bruck ein deutsches Dorf. Die deutsche Bevölkerung musste nach dem Krieg auf Grund der Beneš-Dekrete den Ort verlassen, und es wurden Slowaken angesiedelt. Unter anderem musste auch Ludwig Schwarz, bis 2015 Diözesanbischof von Linz, mit seiner Familie Bruck verlassen. Schwarz engagiert sich sehr für die Versöhnung zwischen den Volksgruppen, und heute bestehen freundschaftliche Beziehungen zwischen den ehemaligen deutschen und den jetzigen slowakischen Bewohnern Brucks. Am 27. Juli 2020 segnete er außerdem das Mahnmal, das an die Vertreibung der ehemaligen Brucker erinnern soll und das zum 75. Jahrestag der Ankunft in Österreich eingeweiht wurde.
In Wien findet einmal im Jahr ein Treffen der ehemaligen deutschen Einwohner und deren Nachkommen statt, das so genannte „Bruckertreffen“.

## Bevölkerung
| Jahr                | 1994 | 2004    | 2014     | 2024     |
| ------------------- | ---- | ------- | -------- | -------- |
| Anzahl der Personen | 1527 | 1594    | 2590     | 4533     |
| Unterschied         |      | +4,38 % | +62,48 % | +75,01 % |

| Jahr                | 2023 | 2024    |
| ------------------- | ---- | ------- |
| Anzahl der Personen | 4425 | 4533    |
| Unterschied         |      | +2,44 % |

Nach der Volkszählung 2011 wohnten in Most pri Bratislave 2144 Einwohner, davon 1883 Slowaken, 41 Magyaren, 20 Tschechen, jeweils zwei Mährer und Ukrainer sowie jeweils ein Deutscher und Russe. 10 Einwohner gaben eine andere Ethnie an und 184 Einwohner machten keine Angabe zur Ethnie.
1141 Einwohner bekannten sich zur römisch-katholischen Kirche, 85 Einwohner zur Evangelischen Kirche A. B., 18 Einwohner zur griechisch-katholischen Kirche, jeweils fünf Einwohner zu den Zeugen Jehovas, zur evangelisch-methodistischen Kirche, zur orthodoxen Kirche und zur Pfingstbewegung; insgesamt 16 Einwohner bekannten sich zu einer anderen Konfession. 539 Einwohner waren konfessionslos und bei 325 Einwohnern wurde die Konfession nicht ermittelt.

## Bauwerke und Denkmäler

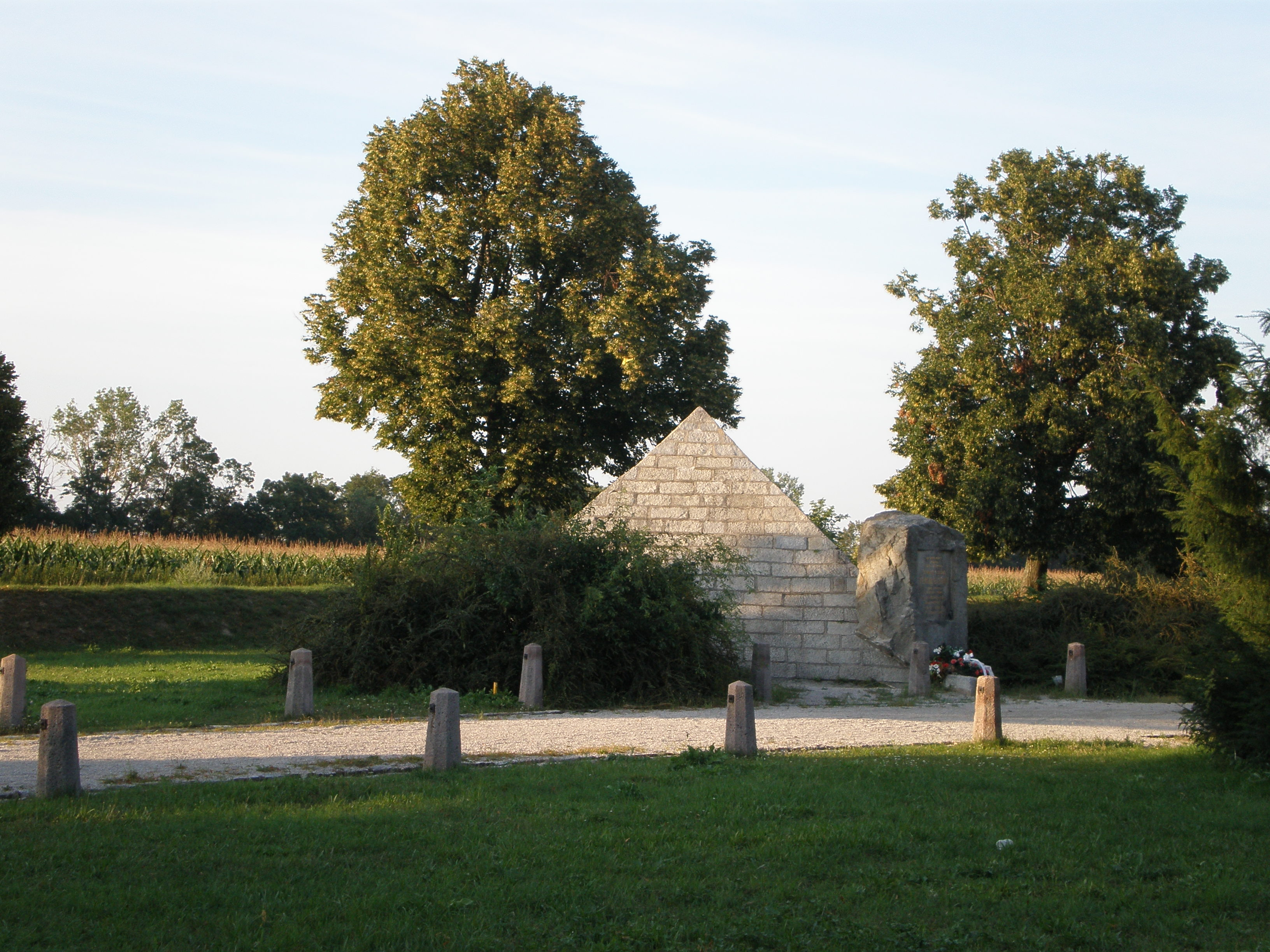
Symbolisches Grabmal an M. R. Štefánik

- zweitürmige römisch-katholische Herz-Jesu-Kirche aus dem frühen 14. Jahrhundert, ursprünglich gotisch, in der zweiten Hälfte des 16. und im 19. Jahrhundert neu gestaltet und 1910 erweitert. Das Innere ist im gotischen Stil ausgestattet.
- symbolisches Grabmal an Milan Rastislav Štefánik unweit des Flughafens Bratislava aus dem Jahr 1923

## Verkehr
Durch Most pri Bratislave passiert die Straße 2. Ordnung 572 zwischen Bratislava und weiter nach Štvrtok na Ostrove. In der Ortsmitte zweigt die Straße 1. Ordnung 510 Richtung Malinovo und Tomášov ab. Die am 26. September 2019 eröffnete Ortsumgehung entlastet den Ort und ermöglicht die Anbindung an Bratislavas Ringautobahn D4 über die Anschlussstelle Bratislava-Vrakuňa.
Es gibt keinen direkten Bahnanschluss, der nächste Bahnhof ist Podunajské Biskupice an der Bahnstrecke Bratislava–Komárno.
Ein kleiner Teil des Flughafens Bratislava liegt auf dem Gemeindegebiet und die Einflugschneise für die Landebahn 31 kreuzt den Ort.

## Persönlichkeiten
- Ludwig Schwarz (* 1940), römisch-katholischer Bischof in Österreich